# Emlékezzünk szent Balázsra
Az Emlékezzünk szent Balázsra magyar népdal. Február 3-án, balázsjáráskor énekelték.
A szocializmus idején anyák napi dallá alakították Kispajtások ünneplőben vagy Öltözzetek új ruhába kezdetű szöveggel.
Feldolgozás:
| Szerző          | Mire              | Mű                            |
| --------------- | ----------------- | ----------------------------- |
| Gárdonyi Zoltán | négykezes zongora | Bújj, bújj, zöld ág, 7. darab |
| Horváth Géza    | női kar           | Balázsolás                    |

## Kotta és dallam
| Emlékezzünk Szent Balázsra, mert ma vagyon napja; Az Úr Jézus akaratát általunk mutatja. Örömöt e háznak, asszonynak, urának, Hogy hirdessük és említsük, nékünk parancsolja. | Háziasszony, arra kérünk, légy szíves mihozzánk, Ne gondoljad, hogy mi azért hálákat ne adnánk. Lásd, a nyársunk üres, a gyomrunk is éhes, Ne sajnáld a szalonnádat, nekünk jól megfizess. |

A szocializmus idején készült szöveg:
Öltözzetek új ruhába, anyák napja van ma,

arcunk rájuk tündököljön, mint az aranyalma.

Kezünkben is rózsa, szívünkben is rózsa,

így köszöntjük jó anyánkat hajnal kakas szóra.

## Felvételek
- Szent Balázs ének. YouTube (2016. február 3.)  (Hozzáférés: 2017. április 29.) (videó) orgona